# Bender & Martiny
Bender & Martiny (Бендер е Мартіні) — з 1899 року італійський виробник автомобілів. Штаб-квартира розташована в місті Турин. У 1903 році компанію купує Карло Мантовані. Того ж року компанія припинила виробництво автомобілів.

## Заснування компанії
Ця невелика фірма мала складальний цех у Нова Канавезе, районі міста Турин. З 1899 року вона представляла в Італії інтереси деяких французьких і німецьких фірм, збираючи їхні автомобілі, наприклад, Orient Express німецької фірми Bergmann. Автомобіль мав одноциліндровий двигун фірми Bergmann та ремінний привід до задньої осі.

## Виробництво автомобілів Perfecta
З 1900 по 1903 рік Bender & Martiny випускала власні три- і чотириколісні автомобілі в обмежених кількостях під маркою Perfecta з моторами De Dion або Gaillardet потужністю 3-6 к. с..

## Закриття компанії
Карло Мантовані (Carlo Mantovani), колишній директором фірми, наприкінці 1903 року став її повноправним власником. З тих пір компанія мала назву «Мантовані Карло і Компанія» (Mantovani Carlo & Co) і продовжувала випускати ці автомобілі до 1906 року під маркою Invicta.

## Список автомобілів Bender & Martiny
- 1899 — Orient Express
- 1900 — Perfecta